# Скоморохов Микола Михайлович
Мико́ла Миха́йлович Скоморо́хов (19 травня 1920, село Лапоть, нині село Білогірське Красноармійського району Саратовської області,Росія — 14 жовтня 1994, місто Моніно, Росія) — радянський військовий діяч, двічі Герой Радянського Союзу, заслужений військовий льотчик СРСР (1971), маршал авіації (1981). Один з найкращих радянських асів-винищувачів німецько-радянської війни під кінець якої був командиром ескадрильї 31-го винищувального авіаційного полку (295-а винищувальна авіадивізія, 9-й змішаний авіакорпус, 17-а повітряна армія, 3-й Український фронт). Депутат Верховної Ради СРСР 6—8-го скликань (у 1963—1974 роках).

## Життєпис
Народився 19 травня 1920 року в селі Лапоть (нині село Білогірське Красноармійського району Саратовської області) в селянській родині. Росіянин. У 1930 році з сім'єю переїхав до Астрахані. До 1935 року навчався в середній школі, потім закінчив школу ФЗУ. Працював слюсарем і токарем на астраханському суднобудівному заводі імені III-го Інтернаціоналу, закінчив бібліотечний технікум. З 1939 року одночасно вчився і в Астраханському аероклубі.
У грудні 1940 року призваний в Червону Армію Золотовским районним військкоматом АРСР німців Поволжя. У березні 1942 року закінчив Батайську військово-авіаційну школу пілотів імені О. К. Сєрова (з жовтня 1941 року діяла в евакуації в Азербайджанській РСР). Служив у запасному авіаційному полку ВПС Закавказького військового округу (Баку).
У діючій армії на фронтах німецько-радянської війни старший пілот 164-го винищувального авіаційного полку 295-ї винищувальної авіаційної дивізії старший сержант М. М. Скоморохів з кінця листопада 1942 року — коли почав робити бойові вильоти з аеродрому міста Адлер. У січні 1943 року здобув першу перемогу над ворогом. Наприкінці 1943 року переведений в 31-й винищувальний авіаполк тієї ж дивізії. З 1943 року — командир ланки, з березня 1944 — заступник командира, а з жовтня 1944 — командир ескадрильї. Воював у складі 5-й і 17-ї повітряних армій на Закавказькому, Північно-Кавказькому, з травня 1943 — на Південно-Західному, з жовтня 1943 — на 3-му Українському фронтах. Брав, участь в обороні та визволенні Кавказу, звільнення України, Молдавії, Румунії, Болгарії, Югославії, Угорщини, Чехословаччини, розгромі ворога на території Австрії. Член ВКП(б) з 1943 року.
До 28 грудня 1944 виконав 483 бойових вильоти, під час яких він збив особисто 25 і у складі групи 8 літаків противника, а також штурмовими діями знищив: 3 літаки супротивника, 11 автомашин, 13 візків з боєприпасами, 1 склад з пальним, 9 залізничних вагонів.
За зразкове виконання бойових завдань командування на фронті боротьби з німецькими загарбниками і проявлені при цьому відвагу і геройство указом Президії Верховної Ради СРСР від 23 лютого 1945 капітану Скоморохову Миколі Михайловичу присвоєно звання Героя Радянського Союзу з врученням ордена Леніна і медалі «Золота Зірка».
У боях за місто Будапешт (Угорщина) капітан Скоморохов М. М. збив 2 літаки з «діамантової ескадри» гітлерівських військово-повітряних сил. До березня 1945 року виконав 520 бойових вильотів, у повітряних боях збив особисто 35 літаків ворога.
Указом Президії Верховної Ради СРСР від 18 серпня 1945 майор Скоморохов Микола Михайлович удостоєний другої медалі «Золота Зірка».
Всього під час німецько-радянської війни Н. М. Скоморохів здійснив 605 бойових вильотів, провів більше 130 повітряних боїв, збив особисто 46 фашистських літаків і 8 літаків в групі, а також знищив на землі 3 бомбардувальники супротивника. Неймовірно, але сам Скоморохов жодного разу не був поранений, його літак не горів, чи не був збитий, за всю війну не отримав жодної пробоїни.
У повоєнні роки продовжив службу в Радянській Армії. У 1949 році закінчив Військову академію імені М. В. Фрунзе. З листопада 1949 року — командир 111-го гвардійського винищувального авіаційного полку. З квітня 1952 року — заступник командира, а з січня 1954 року — командир винищувальної авіаційної дивізії у ВПС Забайкальського військового округу.
У 1958 році закінчив Військову академію Генерального штабу Збройних Сил СРСР.
З жовтня 1958 року — перший заступник командира, з лютого 1961 — командир винищувального авіаційного корпусу. З квітня 1968 року — командувач 69-ї повітряної армії, з квітня 1972 року — командувач 17-ї повітряної армії. Генерал-полковник авіації (1972).
З серпня 1973 року — начальник Військово-повітряної академії імені Ю.Гагаріна. З серпня 1988 року — військовий інспектор-радник Групи генеральних інспекторів Міністерства оборони СРСР. З травня 1992 року — у відставці. Обирався депутатом Верховної Ради СРСР 6—8-го скликань (1962—1974).
Жив у Москві. З 1992 року — голова Російського Комітету ветеранів війни та військової служби. Автор понад 140 наукових праць, кількох військових підручників, двох книг мемуарів і двох повістей. Трагічно загинув в автомобільній катастрофі 14 жовтня 1994 в місті Моніно Московської області. Похований у Москві на Новодівичому кладовищі (ділянка 11).

## Вшанування пам'яті
Бронзовий бюст двічі Героя Радянського Союзу М. М. Скоморохова в 1953 році встановлено в його рідному селі. Ім'ям Героя названа середня школа в і Астрахані.